# الزعيم ملكي (فلم)
الزعيمُ مِلْكِي (بالإنجليزية: The Boss Is Mine) هو فيلم نيجيري صدر عام 2016 من إخراج أوكيشيكو أوكي ومن كتابة وتأليف باتريك ناماني.

## القصّة
يوظّفُ شابٌ ناجحٌ طباخًا ومنظفًا لتخفيف الضغط على زوجته لكنّ عددًا من الانعطافات تحصل وتُغيّر منحى القصّة بالكامل.

## طاقم التمثيل
- إم بيشوب أوموه
- مايك جودسون
- اوبي الياقوت
- ماري أوجبونا
- دانييلا أوكيكي